# Хвост кометы

Схема образования двух типов хвостов кометы

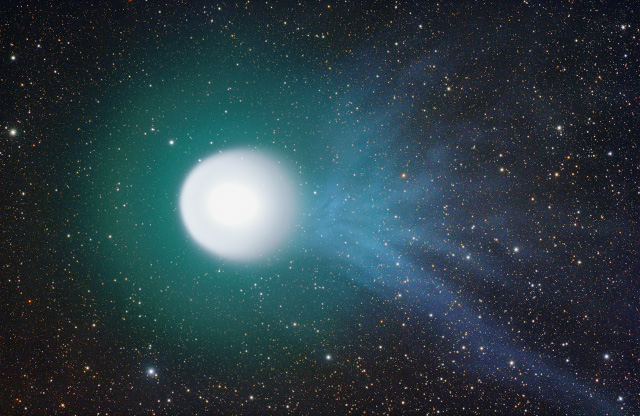
Комета Холмса (17P/Holmes) в 2007 году, справа виден голубой ионный хвост

Хвост кометы — вытянутый шлейф из пыли и газа кометного вещества, образующийся при приближении кометы к Солнцу и видимый благодаря рассеянию на нём солнечного света. Обычно направлен от Солнца.

## Механизм формирования
При приближении кометы к Солнцу с поверхности её ядра начинают сублимироваться летучие вещества с малой температурой кипения, такие как вода, моноксид и диоксид углерода, метан, азот и, возможно, другие замёрзшие газы. Этот процесс приводит к образованию комы, которая может в поперечнике достигать 100 000 км. Испарение этого грязного льда высвобождает пылевые частицы, которые относятся газом от ядра. Молекулы газов в коме поглощают солнечный свет и переизлучают его затем на разных длинах волн (это явление называется флуоресценцией), а пылевые частицы рассеивают солнечный свет в различных направлениях без изменения длины волны. Оба эти процесса приводят к тому, что кома становится видимой для стороннего наблюдателя.
Действие солнечного излучения на кому приводит к образованию хвоста кометы. Но и здесь пыль и газ ведут себя по-разному. Ультрафиолетовое излучение Солнца ионизирует часть молекул газов, и давление солнечного ветра, представляющего собой поток испускаемых Солнцем заряженных частиц, толкает ионы, вытягивая кому в длинный хвост, который может иметь протяжённость более чем 100 миллионов километров. Изменения в потоке солнечного ветра могут приводить к наблюдаемым быстрым изменениям вида хвоста и даже полному или частичному обрыву. Ионы разгоняются солнечным ветром до скоростей в десятки и сотни километров в секунду, много больших, чем скорость орбитального движения кометы. Поэтому их движение направлено почти точно в направлении от Солнца, как и формируемый ими хвост I типа. Ионные хвосты имеют обусловленное флуоресценцией голубоватое свечение. На кометную пыль солнечный ветер почти не действует, её выталкивает из комы давление солнечного света. Пыль разгоняется светом гораздо слабее, чем ионы солнечным ветром, поэтому её движение определяется начальной орбитальной скоростью движения и ускорением под действием давления света. Пыль отстаёт от ионного хвоста и формирует изогнутые в направлении орбиты хвосты II или III типа. Хвосты II типа формируются равномерным потоком пыли с поверхности. Хвосты III типа являются результатом кратковременного выброса большого облака пыли. Вследствие разброса ускорений, приобретаемых пылинками разного размера под действием силы давления света, начальное облако также растягивается в хвост, обычно изогнутый ещё сильнее, чем хвост II типа. Пылевые хвосты светятся рассеянным красноватым светом.